# Ворошилово (Пеновский район)
Вороши́лово — село в Пеновском муниципальном округе Тверской области. До 2020 года являлось центром Ворошиловского сельского поселения.

## География
Расположено в 30 километрах к западу от районного центра Пено, на берегу озера Пнево (плёс Черная Лука).

## История
В 1997 году в селе имелось 106 хозяйств, 287 жителей.  

## Население
| 1997 | 2002 | 2008 | 2010 |
| ---- | ---- | ---- | ---- |
| 287  | ↘242 | ↘230 | ↘191 |

## Инфраструктура
В селе имеются средняя общеобразовательная школа с группой дошкольного образования, Дом культуры, библиотека, медпункт, отделение связи. Центральная усадьба совхоза (сейчас СПК) «Луговское».

## Достопримечательности
- Ворошиловский краеведческий музей, филиал Тверского государственного объединенного музея.

## Известные люди
Иван Иванович Смирнов, (1940—1998), фольклорист и краевед, заслуженный работник культуры Российской Федерации, основатель Ворошиловского музея.